# Révolte de Moscou de 1682
La révolte de Moscou de 1682, ou soulèvement des streltsy de 1682 (russe : Стрелецкий бунт), est une insurrection des régiments de streltsy de Moscou qui se conclut par l'attribution du pouvoir suprême à Sophia Alexeievna. Derrière ce soulèvement se manifestait la rivalité entre les partisans des deux anciennes épouses du défunt tsar Alexis Ier de Russie pour la domination politique sur la Moscovie, Natalia Narychkina mère du prince Pierre et Maria Miloslavskaïa, mère de Fédor III, du prince Ivan et de la tsarevna Sophia Alexeievna.

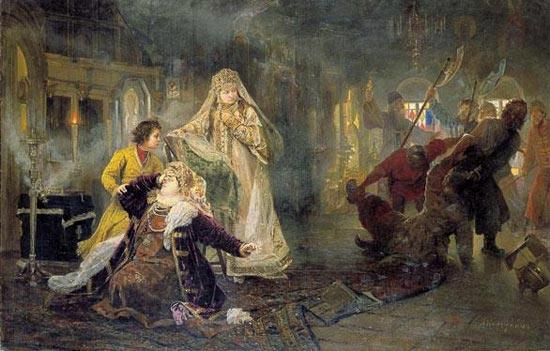
Une scène de la révolte de Moscou de 1682. Toile de 1882, par Alexeï Korzoukhine (1835-1894).

## Contexte
Les troubles firent suite au décès à l'âge de vingt ans du tsar Fédor III survenu le 27 avril, sans héritier survivant. Le plus proche candidat à sa succession était son frère de 15 ans Ivan, mais ce dernier était maladif et de faible constitution. Les frères de l'ancienne tsarine Natalia Narychkina cherchèrent à tirer profit de l'interrègne en persuadant le patriarche Ioakim de proclamer son fils Pierre, alors âgé de dix ans, nouveau tsar de  Russie. À son tour, le clan Miloslavski composé des parents de la défunte tsarine Maria Miloslavskaïa, propagea des rumeurs selon lesquelles son fils (et demi-frère de Pierre) Ivan V avait été étranglé par les Narychkine dans le Kremlin de Moscou.

## Déroulement de l'insurrection

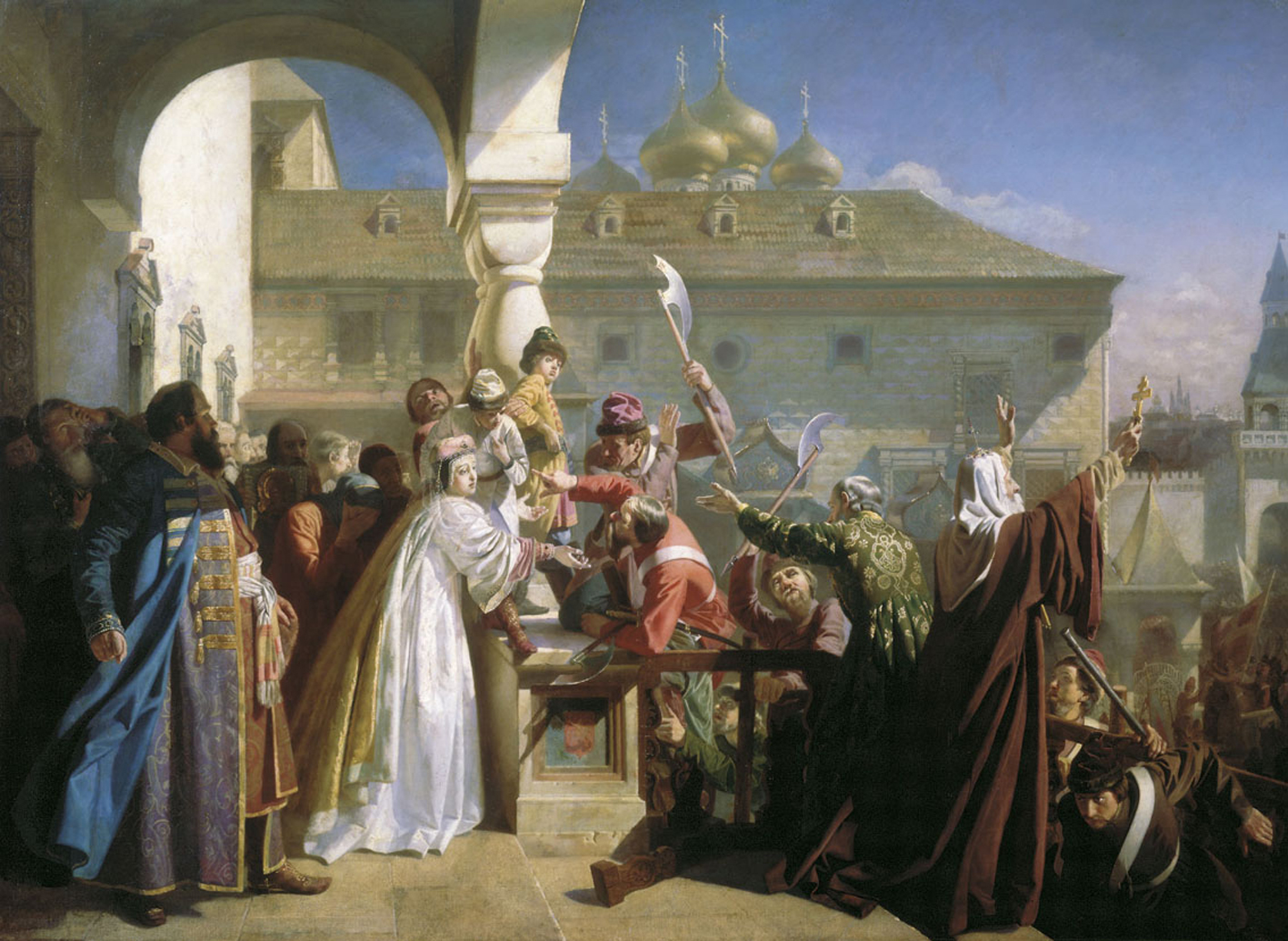
La tsarine Natalia Narychkina montrant Ivan V aux streltsy. Toile de Nikolaï Dmitriev-Orenbourgski, XIXe siècle.

Exploitant le mécontentement des régiments de Moscou contre leurs officiers, des conspirateurs à la solde des Miloslavski provoquent des émeutes dans les rues de la capitale. Le 11 mai 1682, une foule de streltsy fait irruption dans le Kremlin, exigeant que le prince Ivan leur soit présenté. Cette exigence est satisfaite, mais ne suffit pas à les calmer et plusieurs chefs boyards et officiers accusés de corruption sont passés par les armes, parmi lesquels Artamon Matveïev, Mikhaïl Dolgoroukov et Grigory Romodanovski.
Quelques jours plus tard, le 17 mai, les rebelles prennent à nouveau d'assaut la résidence royale et assassinent des membres de la famille Narychkine, parmi lesquels deux frères de la tsarine, Athanase et Ivan, sous les yeux de leur neveu le jeune tsar Pierre. La masse des Moscovites pauvres se joint ensuite aux streltsy pour se livrer au pillage durant plusieurs jours dans les rues de Moscou. Le soulèvement de mai aura pour conséquence la proclamation d'Ivan V, le demi-frère plus âgé de Pierre, comme « premier » tsar, tandis que le jeune Pierre Ier se voit relégué au deuxième plan comme « co-tsar », et que Sophia est désignée régente.

## Les suites de la révolte
À l'automne 1682, le prince Ivan Khovanski, principal meneur de la rébellion des streltsy, proche conseiller de Sophia et opposé à la réforme de l'Église orthodoxe russe, se retourne contre la tsarevna. Soutenu par les vieux-croyants, Khovanski, projetant selon toute vraisemblance de se faire nommer lui-même nouveau régent, exige l'abrogation des réformes de Nikon. Sophia et sa cour se voient contraints de s'enfuir du Kremlin et de se réfugier à la laure de la Trinité-Saint-Serge. Finalement, Sophia parvient à mater la rébellion (qui sera plus tard appelée « la Khovanchtchina »), grâce à l'aide de Vassili Golitsyne et de Fédor Chaklovity (en). Khovanski sera exécuté et remplacé par Chaklovity à la tête de l'armée moscovite.
Le thème de La Khovanchtchina a inspiré au XIXe siècle le compositeur Modeste Moussorgski qui en fit un opéra.
Sept ans plus tard, en été 1689, Pierre le Grand met fin à la régence de Sophia. Profondément marqué par les événements de 1682, il se venge ensuite des streltsy de manière sanglante lors de la répression de leur révolte de 1698.

## Sources
- (en) Cet article est partiellement ou en totalité issu de l’article de Wikipédia en anglais intitulé « Moscow Uprising of 1682 » (voir la liste des auteurs).

- (de) Cet article est partiellement ou en totalité issu de l’article de Wikipédia en allemand intitulé « Moskauer Aufstand 1682 » (voir la liste des auteurs).